# Чиж Ярослав Семенович
Яросла́в Семе́нович Чиж (17 вересня 1923, село Підгородне, тепер Золочівського району Львівської області — 8 квітня 1994) — український радянський діяч, свинар колгоспу імені Шевченка Золочівського району Львівської області, новатор сільського господарства Української РСР, Герой Соціалістичної Праці (25.12.1959).

## Життєпис
Народився 17 вересня 1923 року в селі Підгородному, нині Золочівського району Львівської області. З раннього віку розпочав трудову діяльність, працював наймитом. У 1939—1941 роках — робітник машинно-тракторної станції в Золочівському районі Львівської області. У 1942 році був вивезений на роботи в Німеччину.
У 1944 році призваний до лав РСЧА, брав участь у завершальному етапі німецько-радянської війни. Після демобілізації, у 1948—1953 роках працював забійником шахти Золочівського шахтоуправління.
Член ВКП(б) з 1950 року. У 1954 році закінчив шестимісячні курси республіканської партійної школи при ЦК КПУ.
З 1954 року — свинар колгоспу імені Шевченка села Струтин Золочівського району Львівської області. Обирався також секретарем партійної організації колгоспу, головою Струтинської сільської ради, у 1955—1957 роках працював завідувачем свиноферми колгоспу імені Шевченка. Я. С. Чиж по-новому організував відгодівлю свиней. Переустаткував свинарник, застосував безстанкове утримання тварин великими групами. Годував концентратами в суміші з сінним борошном, жомом та іншими сухими кормами, а соковиті корми — буряки, моркву, картоплю — в неподрібненому сирому вигляді. Завдяки цьому отримав значну економію трудових витрат. У 1959 році Я. С. Чиж відгодував 500 свиней і здав державі 500 центнерів свинини при її собівартості у 224 карбованці за центнер і зобов'язався у 1960 році відгодувати 1000 свиней при собівартості центнера свинини у 180—200 рублів (карбованців).
Делегат XXII з'їзду КПРС у 1961 році.
Потім — на пенсії.

## Нагороди
Указом Президії Верховної Ради СРСР від 25 грудня 1959 року «за особливі заслуги в розвитку сільського господарства і досягнення високих показників у виробництві … м'яса … та впровадження у виробництво досягнень науки і передового досвіду», Чижу Ярославу Семеновичу присвоєне звання Героя Соціалістичної Праці з врученням ордена Леніна і золотої медалі «Серп і Молот».
Також нагороджений орденами Вітчизняної війни 2-го ступеня (11.03.1985), «Знак Пошани», медалями і Почесною грамотою Президії ВР УРСР.